# میتسوهیرو ایچیکی
میتسوهیرو ایچیکی (انگلیسی: Mitsuhiro Ichiki; ۱۰ ژانویهٔ ۱۹۸۲ – ) صداپیشه، و بازیگر اهل ژاپن بود. وی از سال ۲۰۰۳ میلادی تاکنون مشغول فعالیت بوده‌است.